# Rivedoux-Plage
Rivedoux-Plage település Franciaországban, Charente-Maritime megyében. Lakosainak száma 2428 fő (2022. január 1.). Rivedoux-Plage La Flotte, La Rochelle és Sainte-Marie-de-Ré községekkel határos.

## Népesség
A település népessége az elmúlt években az alábbi módon változott:
| Lakosok száma | 635  | 900  | 1163 | 2197 | 2291 | 2291 | 2280 | 2305 | 2320 | 2428 |
|               | 1968 | 1982 | 1990 | 2006 | 2013 | 2015 | 2017 | 2019 | 2020 | 2022 |